# Sergeant York
Sergeant York —conocida en español como El sargento York (España) o El sargento inmortal (Venezuela)— es una película biográfica de 1941 sobre la vida del militar Alvin York, el más condecorado soldado estadounidense en la Primera Guerra Mundial. La historia fue adaptada para la gran pantalla por Harry Chandlee, Sam Cowan, Abem Finkel, John Huston y Howard Koch del diario que Alvin York escribió y que fue editado por Tom Skeyhill. Alvin York estuvo en un principio en contra de que se hiciera una película de sus experiencias.

## Argumento
Alvin York (Gary Cooper), un humilde campesino de Tennessee, es un tirador sin igual, pero desperdicia su vida bebiendo, buscando pelea y desesperando a su pobre madre (Margaret Wycherly). Él cambia cuando conoce a Gracie Williams (Joan Leslie), con la que piensa casarse y vivir en una granja, pero cuando la granja de sus sueños es vendida a otro, Alvin monta en cólera.
Esa noche, cuando está en camino para vengarse, es alcanzado por un rayo. Desde ese momento ve la luz y jura no volver a hacer daño a los demás.
Cuando Estados Unidos entra en la Primera Guerra Mundial, York se hace objetor de conciencia, pero aun así es reclutado y enviado a Fort Gordon. Sus superiores descubren pronto sus dotes de tirador y deciden ascenderlo.
York no quiere saber nada de ir a la guerra y matar, entonces su jefe, el Mayor Buxton (Stanley Ridges), le dice que a veces es necesario hacer sacrificios y le concede un permiso para que se lo piense.
Mientras York esta indeciso el viento sopla sobre su biblia, que se abre sobre un versículo que York considera como un mensaje y vuelve dispuesto a servir a su país.
Su unidad es enviada a Europa, y en una batalla sufre un cruento fuego de ametralladora. Viendo cómo sus camaradas son masacrados, York deja de lado sus escrúpulos y usa su infalible puntería para acabar con la amenaza y capturar a un oficial germano que ordena a sus hombres que se rindan, y por esta acción recibe la Medalla de Honor. Cuando el Mayor Buxton le pregunta por su acción, York le explica que estaba intentando salvar la vida de sus compañeros.
Al regresar a Nueva York se le conceden las llaves de la ciudad y el congresista Cordell Hull le guía por la ciudad, le enseña el Waldorf Astoria y le ofrece oportunidad de comercializar su fama. York rechaza la oferta y deja claro que no está orgulloso de matar alemanes y le dice que prefiere irse a casa en Tennessee, donde su novia le está esperando.

## Reparto
- Gary Cooper como Alvin York
- Walter Brennan como el Pastor Rosier Pile
- Joan Leslie como Gracie Williams
- George Tobias como "Pusher" Ross
- Stanley Ridges como el Mayor Buxton
- Ward Bond como Ike Botkin
- Noah Beery Jr. como Buck Liscomb
- June Lockhart como Rosie York
- Dickie Moore como George York
- Erville Alderson como Nate Tomkins

## Recepción
Sergeant York fue un gran éxito de crítica y de taquilla. Ajustando la inflación, aun es una de las películas con mayores ingresos de la historia. 
Se benefició del ataque a Pearl Harbor, que ocurrió mientras se proyectaba en los cines. Se cuenta que algunos jóvenes al salir del cine se dirigían directamente a la oficina de reclutamiento.: 156–157  Después de su estreno inicial fue frecuentemente reestrenada durante la duración de la Segunda Guerra Mundial.